# Joaquín Ignacio de Nebra
Joaquín Ignacio Nebra Blasco o de Nebra Blasco (Calatayud, 21 de mayo de 1709-Zaragoza, 16 de agosto de 1782) fue un organista español de música clásica.

## Vida
Hijo de José Antonio Nebra Mezquita, organista de la colegiata de Santa María de Calatayud y más tarde de la catedral de Cuenca, tuvo dos hermanos músicos famosos, José Melchor de Nebra y Francisco Javier de Nebra. Se educó con sus hermanos en el Colegio de San José de Cuenca, bajo la dirección de su padre y del maestro de capilla de la Catedral, Julián Martínez Díaz. El colegio se encontraba al lado del claustro de la catedral, en lo que ahora es la Hospedería de San José. Permaneció en Cuenca, junto a su padre, hasta los 21 años.
Tras unas reñidas oposiciones, consiguió el 11 de marzo de 1730 el puesto de organista de la Seo en Zaragoza. Parece ser que no era el más dotado los opositores, tal como muestran los informes de los jueces; sin embargo, conseguiría el puesto gracias a las influencias del canónigo Lacarra, un pariente cercano. Coincidiría con Francisco Javier García Fajer, «el Españoleto», como maestro de capilla. Permaneció en el puesto 52 largos años. Dos años antes de su muerte, García Fajer propuso la jubilación del anciano organista a favor de su segundo, Joaquín Laseca (1758-1820). Laseca no conseguiría el puesto de primer organista hasta el fallecimiento de Nebra en 1782 y mantendría el cargo hasta 1819, año en que se jubiló.

## Obra
Según Muneta Martínez, en 2007 la abundante obra de Joaquín Ignacio de Nebra estaba pácticamente sin publicar.
En Cuenca, en el archivo de la Catedral, se conservan dos composiciones:
- Salve (1746), a cuatro voces con violines
- Lamentación 3.ª, solo con violines y acompañamiento general.

Se sabe que en Zaragoza compuso óperas, oratorios (La caridad más perfecta) y obras para órgano. Se han publicado algunas de sus composiciones en Doce compositores aragoneses de tecla (s. XVIII) Biografías, estudios y transcripciones (1983) de Dionisio Preciado, musicólogo alavés, entre ellas «Pastorela», «Sonata de 5 tono, punto alto» y «Sonata».